# Puchar Ameryki Północnej w narciarstwie dowolnym 2019/2020
Puchar Ameryki Północnej w narciarstwie dowolnym 2019/2020 rozpoczął się 20 grudnia 2019 roku w amerykańskim Utah Olympic Park, a zakończył 8 marca 2020 roku w ośrodku narciarskim Bristol Mountain Resort. Początkowo zmagania miały zakończyć się 5 kwietnia 2020 w Copper Mountain Resort, ale ostatecznie nie doszły do skutku.

## Konkurencje
- AE = skoki akrobatyczne
- MO = jazda po muldach
- DM = jazda po muldach podwójnych
- SX = skicross
- SS = slopestyle
- HP = halfpipe
- BA = big air

## Kalendarz i wyniki Pucharu Ameryki Północnej

### Mężczyźni
| Lp. | Data             | Miejscowość                 | Konkurencja | 1. Miejsce          | 2. Miejsce          | 3. Miejsce          |
| --- | ---------------- | --------------------------- | ----------- | ------------------- | ------------------- | ------------------- |
| 1.  | 20 grudnia 2019  | Utah Olympic Park           | AE          | Christopher Lillis  | Eric Loughran       | Miha Fontaine       |
| 2.  | 21 grudnia 2019  | Utah Olympic Park           | AE          | Eric Loughran       | Miha Fontaine       | Alex Bowen          |
| 3.  | 20 grudnia 2019  | Copper Mountain Resort      | HP          | Andrew Longino      | Jon Sallinen        | Aaron Durlester     |
| 4.  | 21 stycznia 2019 | Copper Mountain Resort      | HP          | Andrew Longino      | Lennon Vaughan      | Tristan Feinberg    |
| 5.  | 11 stycznia 2020 | Canyon Ski Resort           | SX          | Alex Fiva           | Reece Howden        | Brady Leman         |
| 6.  | 12 stycznia 2020 | Canyon Ski Resort           | SX          | Kevin Drury         | Tyler Wallasch      | Ryan Regez          |
| 7.  | 21 stycznia 2020 | Nakiska                     | SX          | Carson Cook         | Gavin Rowell        | Ned Ireland         |
| 8.  | 22 stycznia 2020 | Nakiska                     | SX          | Gavin Rowell        | Carson Cook         | Ned Ireland         |
| 9.  | 30 stycznia 2020 | Calabogie Peaks             | SX          | Tetsuya Furuno      | Carson Cook         | Gavin Rowell        |
| 10. | 31 stycznia 2020 | Calabogie Peaks             | SX          | Tetsuya Furuno      | Callum McEwen       | Ryuto Kobayashi     |
| 11. | 4 lutego 2020    | Gore Mountain               | SX          | Odwołano            | Odwołano            | Odwołano            |
| 12. | 5 lutego 2020    | Gore Mountain               | SX          | Odwołano            | Odwołano            | Odwołano            |
| 13. | 5 lutego 2020    | Mammoth Mountain Ski Resort | SS          | Hunter Henderson    | Taisei Yamamoto     | Rylan Evans         |
| 14. | 6 lutego 2020    | Mammoth Mountain Ski Resort | HP          | Dylan Marineau      | Andrew Longino      | Dylan Ladd          |
| 15. | 7 lutego 2020    | Mammoth Mountain Ski Resort | BA          | Hunter Henderson    | Peter Raich         | Emerson Lawton      |
| 16. | 10 lutego 2020   | Calabogie Peaks             | SX          | Carson Cook         | Gavin Rowell        | Moritz Beha         |
| 17. | 11 lutego 2020   | Calabogie Peaks             | SX          | Carson Cook         | Gavin Rowell        | Ryuto Kobayashi     |
| 18. | 12 lutego 2020   | Deer Valley                 | MO          | Jordan Kober        | Elliot Vaillancourt | Landon Wendler      |
| 19. | 13 lutego 2020   | Deer Valley                 | DM          | Daniel Tanner       | George McQuinn      | Elliot Vaillancourt |
| 20. | 14 lutego 2020   | Utah Olympic Park           | AE          | Pierre-Olivier Cote | Émile Nadeau        | Victor Primeau      |
| 21. | 15 lutego 2020   | Utah Olympic Park           | AE          | Émile Nadeau        | Pierre-Olivier Cote | Alexandre Duchaine  |
| 22. | 14 lutego 2020   | Aspen / Buttermilk          | SS          | Richard Thomas      | Konnor Ralph        | Dylan Deschamps     |
| 23. | 15 lutego 2020   | Aspen / Buttermilk          | BA          | Troy Podmilsak      | Quinn Wolferman     | Rodney Koford       |
| 24. | 15 lutego 2020   | Aspen / Buttermilk          | HP          | Dylan Ladd          | Tristan Feinberg    | Jon Sallinen        |
| 25. | 21 lutego 2020   | Calgary                     | HP          | Dylan Ladd          | Dylan Marineau      | Connor Ladd         |
| 26. | 22 lutego 2020   | Calgary                     | SS          | Luke Smart          | Hunter Henderson    | Bruce Oldham        |
| 27. | 23 lutego 2020   | Calgary                     | BA          | Hunter Henderson    | Bruce Oldham        | Troy Podmilsak      |
| 28. | 22 lutego 2020   | Ski Cooper                  | SX          | Carson Cook         | Callum McEwen       | Ryan Webster        |
| 29. | 23 lutego 2020   | Ski Cooper                  | SX          | Carson Cook         | Callum McEwen       | Gavin Rowell        |
| 30. | 22 lutego 2020   | Calgary                     | MO          | Elliot Vaillancourt | Jordan Kober        | George McQuinn      |
| 31. | 23 lutego 2020   | Calgary                     | DM          | Elliot Vaillancourt | Olivier Lessard     | Cole McDonald       |
| 32. | 28 lutego 2020   | Le Relais                   | AE          | Miha Fontaine       | Evan Dermott        | Tommy Doyle         |
| 33. | 29 lutego 2020   | Le Relais                   | AE          | Miha Fontaine       | Nicolas Martineau   | Evan Dermott        |
| 34. | 29 lutego 2020   | Val Saint-Côme              | MO          | Elliot Vaillancourt | Jack Kariotis       | Daniel Tanner       |
| 35. | 1 marca 2020     | Val Saint-Côme              | DM          | Julien Viel         | Cole McDonald       | Olivier Lessard     |
| 36. | 3 marca 2020     | Woodward - Park City        | BA          | Hunter Henderson    | Tim Ryan            | Kiernan Fagan       |
| 37. | 5 marca 2020     | Woodward - Park City        | SS          | Kiernan Fagan       | Deven Fagan         | Tim Ryan            |
| 38. | 6 marca 2020     | Woodward - Park City        | SS          | Kiernan Fagan       | Peter Raich         | Tim Ryan            |
| 39. | 7 marca 2020     | Killington Resort           | MO          | Landon Wendler      | Elliot Vaillancourt | Jack Kariotis       |
| 40. | 8 marca 2020     | Killington Resort           | DM          | George McQuinn      | Wyatt Antkiewicz    | Shima Kawaoka       |
| 41. | 7 marca 2020     | Bristol Mountain Resort     | AE          | Miha Fontaine       | Nicolas Martineau   | Émile Nadeau        |
| 42. | 8 marca 2020     | Bristol Mountain Resort     | AE          | Miha Fontaine       | Alexandre Duchaine  | Nicolas Martineau   |
| 43. | 28 marca 2020    | Le Relais                   | SS          | Odwołano            | Odwołano            | Odwołano            |
| 44. | 5 kwietnia 2020  | Copper Mountain Resort      | SX          | Odwołano            | Odwołano            | Odwołano            |

### Kobiety
| Lp. | Data             | Miejscowość                 | Konkurencja | 1. Miejsce         | 2. Miejsce         | 3. Miejsce         |
| --- | ---------------- | --------------------------- | ----------- | ------------------ | ------------------ | ------------------ |
| 1.  | 20 grudnia 2019  | Utah Olympic Park           | AE          | Megan Nick         | Winter Vinecki     | Marion Thenault    |
| 2.  | 21 grudnia 2019  | Utah Olympic Park           | AE          | Kaila Kuhn         | Winter Vinecki     | Megan Nick         |
| 3.  | 20 grudnia 2019  | Copper Mountain Resort      | HP          | Zoe Atkin          | Amy Fraser         | Riley Jacobs       |
| 4.  | 21 stycznia 2019 | Copper Mountain Resort      | HP          | Zoe Atkin          | Rachael Anderson   | Amy Fraser         |
| 5.  | 11 stycznia 2020 | Canyon Ski Resort           | SX          | Marielle Thompson  | Sami Kennedy-Sim   | Brittany Phelan    |
| 6.  | 12 stycznia 2020 | Canyon Ski Resort           | SX          | Marielle Thompson  | Brittany Phelan    | Talina Gantenbein  |
| 7.  | 21 stycznia 2020 | Nakiska                     | SX          | Zoe Chore          | Antoinette Tansley | Alexa Velcic       |
| 8.  | 22 stycznia 2020 | Nakiska                     | SX          | Zoe Chore          | Antoinette Tansley | Alexa Velcic       |
| 9.  | 30 stycznia 2020 | Calabogie Peaks             | SX          | Zoe Chore          | Alexa Velcic       | Mara Bishop        |
| 10. | 31 stycznia 2020 | Calabogie Peaks             | SX          | Alexa Velcic       | Mara Bishop        | Antoinette Tansley |
| 11. | 4 lutego 2020    | Gore Mountain               | SX          | Odwołano           | Odwołano           | Odwołano           |
| 12. | 5 lutego 2020    | Gore Mountain               | SX          | Odwołano           | Odwołano           | Odwołano           |
| 13. | 5 lutego 2020    | Mammoth Mountain Ski Resort | SS          | Rell Harwood       | Katie Summerhayes  | Megan Cressey      |
| 14. | 6 lutego 2020    | Mammoth Mountain Ski Resort | HP          | Walerija Diemidowa | Zhang Kexin        | Wu Meng            |
| 15. | 7 lutego 2020    | Mammoth Mountain Ski Resort | BA          | Katie Summerhayes  | Jenna Riccomini    | Megan Cressey      |
| 16. | 10 lutego 2020   | Calabogie Peaks             | SX          | India Sherret      | Zoe Chore          | Alexa Velcic       |
| 17. | 11 lutego 2020   | Calabogie Peaks             | SX          | Zoe Chore          | Antoinette Tansley | Alexa Velcic       |
| 18. | 12 lutego 2020   | Deer Valley                 | MO          | Kasey Hogg         | Madison Hogg       | Maggie Ryan        |
| 19. | 13 lutego 2020   | Deer Valley                 | DM          | Madison Hogg       | Alli Macuga        | Kasey Hogg         |
| 20. | 14 lutego 2020   | Utah Olympic Park           | AE          | Marion Thenault    | Karyl Loeb         | Tasia Tanner       |
| 21. | 15 lutego 2020   | Utah Olympic Park           | AE          | Marion Thenault    | Karyl Loeb         | Gabi Ash           |
| 22. | 14 lutego 2020   | Aspen / Buttermilk          | SS          | Skye Clarke        | Jenna Riccomini    | Megan Cressey      |
| 23. | 15 lutego 2020   | Aspen / Buttermilk          | BA          | Skye Clarke        | Jenna Riccomini    | Megan Cressey      |
| 24. | 15 lutego 2020   | Aspen / Buttermilk          | HP          | Hanna Faulhaber    | Jenna Riccomini    | Ava Surridge       |
| 25. | 21 lutego 2020   | Calgary                     | HP          | Zhang Kexin        | Li Fanghui         | Jang Yujin         |
| 26. | 22 lutego 2020   | Calgary                     | SS          | Grace Henderson    | Kokone Kondo       | Dillan Glennie     |
| 27. | 23 lutego 2020   | Calgary                     | BA          | Grace Henderson    | Megan Cressey      | Dillan Glennie     |
| 28. | 22 lutego 2020   | Ski Cooper                  | SX          | Zoe Chore          | Antoinette Tansley | Mazie Hayden       |
| 29. | 23 lutego 2020   | Ski Cooper                  | SX          | Zoe Chore          | Mazie Hayden       | Alexa Velcic       |
| 30. | 22 lutego 2020   | Calgary                     | MO          | Madison Hogg       | Kasey Hogg         | Kaylee Koehler     |
| 31. | 23 lutego 2020   | Calgary                     | DM          | Maggie Ryan        | Madison Hogg       | Sabrina Cass       |
| 32. | 28 lutego 2020   | Le Relais                   | AE          | Karyl Loeb         | Karenna Elliott    | Tasia Tanner       |
| 33. | 29 lutego 2020   | Le Relais                   | AE          | Karyl Loeb         | Karenna Elliott    | Gabi Ash           |
| 34. | 29 lutego 2020   | Val Saint-Côme              | MO          | Kaylee Koehler     | Berkley Brown      | Kasey Hogg         |
| 35. | 1 marca 2020     | Val Saint-Côme              | DM          | Lulu Shaffer       | Madison Hogg       | Kasey Hogg         |
| 36. | 3 marca 2020     | Woodward - Park City        | BA          | Rell Harwood       | Grace Henderson    | Marin Hamill       |
| 37. | 5 marca 2020     | Woodward - Park City        | SS          | Marin Hamill       | Megan Cressey      | Rell Harwood       |
| 38. | 6 marca 2020     | Woodward - Park City        | SS          | Marin Hamill       | Rell Harwood       | Bella Bacon        |
| 39. | 7 marca 2020     | Killington Resort           | MO          | Sabrina Cass       | Berkley Brown      | Kylie Kariotis     |
| 40. | 8 marca 2020     | Killington Resort           | DM          | Kaylee Koehler     | Alli Macuga        | Sabrina Cass       |
| 41. | 7 marca 2020     | Bristol Mountain Resort     | AE          | Marion Thenault    | Karyl Loeb         | Tasia Tanner       |
| 42. | 8 marca 2020     | Bristol Mountain Resort     | AE          | Marion Thenault    | Karyl Loeb         | Tasia Tanner       |
| 43. | 28 marca 2020    | Le Relais                   | SS          | Odwołano           | Odwołano           | Odwołano           |
| 44. | 5 kwietnia 2020  | Copper Mountain Resort      | SX          | Odwołano           | Odwołano           | Odwołano           |

## Klasyfikacje

### Mężczyźni
| Lp. | Zawodnik            | Punkty |
| --- | ------------------- | ------ |
| 1.  | Miha Fontaine       | 79,38  |
| 2.  | Carson Cook         | 71,00  |
| 3.  | Elliot Vaillancourt | 69,50  |
| 4.  | Andrew Longino      | 66,00  |
| 5.  | Gavin Rowell        | 62,90  |
| 6.  | Hunter Henderson    | 60,00  |
| 7.  | Émile Nadeau        | 57,13  |
| 8.  | George McQuinn      | 52,13  |
| 9.  | Dylan Ladd          | 52,00  |
| 10. | Pierre-Olivier Cote | 47,50  |

| Lp. | Zawodnik           | Punkty |
| --- | ------------------ | ------ |
| 1.  | Carson Cook        | 710,00 |
| 2.  | Gavin Rowell       | 629,00 |
| 3.  | Callum McEwen      | 453,00 |
| 4.  | Alexander Rubinoff | 319,00 |
| 5.  | Andrew Wilson      | 281,00 |
| 6.  | Zachary Reynolds   | 260,00 |
| 7.  | Phillip Tremblay   | 253,00 |
| 8.  | Stuart Whittier    | 244,00 |
| 9.  | Ryan Webster       | 239,00 |
| 10. | Tetsuya Furuno     | 235,00 |

| Lp. | Zawodnik            | Punkty |
| --- | ------------------- | ------ |
| 1.  | Elliot Vaillancourt | 556,00 |
| 2.  | George McQuinn      | 417,00 |
| 3.  | Landon Wendler      | 354,00 |
| 4.  | Jack Kariotis       | 330,00 |
| 5.  | Daniel Tanner       | 312,00 |
| 6.  | Julien Viel         | 297,00 |
| 7.  | Jordan Kober        | 254,00 |
| 8.  | Cole McDonald       | 251,00 |
| 9.  | Wyatt Antkiewicz    | 223,00 |
| 10. | Olivier Lessard     | 212,00 |

| Lp. | Zawodnik            | Punkty |
| --- | ------------------- | ------ |
| 1.  | Miha Fontaine       | 635,00 |
| 2.  | Émile Nadeau        | 457,00 |
| 3.  | Pierre-Olivier Cote | 380,00 |
| 4.  | Evan Dermott        | 378,00 |
| 5.  | Alexandre Duchaine  | 349,00 |
| 6.  | Nicolas Martineau   | 340,00 |
| 7.  | Marc-Antoine Gagnon | 264,00 |
| 8.  | Victor Primeau      | 262,00 |
| 9.  | Tommy Doyle         | 229,00 |
| 10. | Derek Krueger       | 224,00 |

| Lp. | Zawodnik         | Punkty |
| --- | ---------------- | ------ |
| 1.  | Andrew Longino   | 330,00 |
| 2.  | Dylan Ladd       | 260,00 |
| 3.  | Jon Sallinen     | 203,00 |
| 4.  | Tristan Feinberg | 198,00 |
| 5.  | Aaron Durlester  | 198,00 |
| 6.  | Dylan Marineau   | 180,00 |
| 7.  | Connor Ladd      | 160,00 |
| 8.  | Lennon Vaughan   | 159,00 |
| 9.  | Ben Harrington   | 130,00 |
| 10. | Eugene Morris    | 126,00 |

| Lp. | Zawodnik         | Punkty |
| --- | ---------------- | ------ |
| 1.  | Hunter Henderson | 320,00 |
| 2.  | Kiernan Fagan    | 260,00 |
| 3.  | Peter Raich      | 236,00 |
| 4.  | Bruce Oldham     | 217,00 |
| 5.  | Tim Ryan         | 200,00 |
| 6.  | Luke Smart       | 190,00 |
| 7.  | Troy Podmilsak   | 185,00 |
| 8.  | Quinn Wolferman  | 181,00 |
| 9.  | Konnor Ralph     | 166,00 |
| 10. | Rodney Koford    | 166,00 |

### Kobiety
| Lp. | Zawodniczka        | Punkty |
| --- | ------------------ | ------ |
| 1.  | Zoe Chore          | 79,90  |
| 2.  | Marion Thenault    | 75,63  |
| 3.  | Karyl Loeb         | 70,38  |
| 4.  | Alexa Velcic       | 61,20  |
| 5.  | Madison Hogg       | 59,00  |
| 6.  | Hanna Faulhaber    | 59,00  |
| 7.  | Antoinette Tansley | 55,70  |
| 8.  | Kasey Hogg         | 52,75  |
| 9.  | Jenna Riccomini    | 52,00  |
| 10. | Megan Cressey      | 51,20  |

| Lp. | Zawodniczka        | Punkty |
| --- | ------------------ | ------ |
| 1.  | Zoe Chore          | 799,00 |
| 2.  | Alexa Velcic       | 612,00 |
| 3.  | Antoinette Tansley | 557,00 |
| 4.  | Mazie Hayden       | 471,00 |
| 5.  | Kiersten Vincett   | 344,00 |
| 6.  | Sarah Clarke       | 329,00 |
| 7.  | Mara Bishop        | 297,00 |
| 8.  | Lauren Salko       | 238,00 |
| 9.  | Brighton Bradford  | 204,00 |
| 10. | Marielle Thompson  | 200,00 |

| Lp. | Zawodniczka                 | Punkty |
| --- | --------------------------- | ------ |
| 1.  | Madison Hogg                | 472,00 |
| 2.  | Kasey Hogg                  | 422,00 |
| 3.  | Alli Macuga                 | 371,00 |
| 4.  | Sabrina Cass                | 362,00 |
| 5.  | Kaylee Koehler              | 349,00 |
| 6.  | Maggie Ryan                 | 281,00 |
| 7.  | Lulu Shaffer                | 278,00 |
| 8.  | Laurianne Desmarais-Gilbert | 260,00 |
| 9.  | Kylie Kariotis              | 258,00 |
| 10. | Zoe Dwinell                 | 215,00 |

| Lp. | Zawodniczka            | Punkty |
| --- | ---------------------- | ------ |
| 1.  | Marion Thenault        | 605,00 |
| 2.  | Karyl Loeb             | 563,00 |
| 3.  | Tasia Tanner           | 393,00 |
| 4.  | Karenna Elliott        | 390,00 |
| 5.  | Naomy Boudreau-Guertin | 317,00 |
| 6.  | Justine Ally           | 251,00 |
| 7.  | Chloe Bono             | 208,00 |
| 8.  | Katie Swartvagher      | 196,00 |
| 9.  | Elodie Bergeron        | 196,00 |
| 10. | Gabi Ash               | 194,00 |

| Lp. | Zawodniczka      | Punkty |
| --- | ---------------- | ------ |
| 1.  | Hanna Faulhaber  | 295,00 |
| 2.  | Amy Fraser       | 221,00 |
| 3.  | Zoe Atkin        | 200,00 |
| 4.  | Zhang Kexin      | 180,00 |
| 5.  | Riley Jacobs     | 168,00 |
| 6.  | Rachael Anderson | 156,00 |
| 7.  | Brynn Wedlake    | 141,00 |
| 8.  | Lauren Bendixen  | 138,00 |
| 9.  | Jenna Riccomini  | 124,00 |
| 10. | Ava Surridge     | 118,00 |

| Lp. | Zawodniczka       | Punkty |
| --- | ----------------- | ------ |
| 1.  | Rell Harwood      | 340,00 |
| 2.  | Megan Cressey     | 280,00 |
| 3.  | Marin Hamill      | 260,00 |
| 4.  | Skye Clarke       | 255,00 |
| 5.  | Jenna Riccomini   | 255,00 |
| 6.  | Dillan Glennie    | 210,00 |
| 7.  | Bella Bacon       | 205,00 |
| 8.  | Grace Henderson   | 200,00 |
| 9.  | Katie Summerhayes | 180,00 |
| 10. | Marion Balsamo    | 165,00 |